# هيغانغ
هيغانغ (بالصينية: 鹤岗市 )‏ هي مدينة على مستوى محافظة، في جمهورية الصين الشعبية، تتبع هيلونغجيانغ، تبلغ مساحتها 14,600 كيلومتر مربع، رمزها البريدي هو 154100.

## مدن توأم
المدن التوأم:
- بيروبيجان.

## التقسيمات الإدارية
- Xiangyang District, Hegang [الإنجليزية]‏
- Gongnong District [الإنجليزية]‏
- Nanshan District, Hegang [الإنجليزية]‏
- Xing'an District [الإنجليزية]‏
- Dongshan District, Hegang [الإنجليزية]‏
- Xingshan District [الإنجليزية]‏
- Luobei County [الإنجليزية]‏
- Suibin County [الإنجليزية]‏.